# Томагок (Вісконсин)
Томагок (англ. Tomahawk) — місто (англ. city) в США, в окрузі Лінкольн штату Вісконсин. Населення — 3441 особа (2020).

## Географія
Томагок розташований за координатами 45°28′44″ пн. ш. 89°42′42″ зх. д. / 45.47889° пн. ш. 89.71167° зх. д. (45.478961, -89.711773).  За даними Бюро перепису населення США в 2010 році місто мало площу 24,19 км², з яких 20,09 км² — суходіл та 4,10 км² — водойми.

## Демографія
Згідно з переписом 2010 року, у місті мешкало 3397 осіб у 1480 домогосподарствах у складі 875 родин. Густота населення становила 140 осіб/км².  Було 1742 помешкання (72/км²).
Расовий склад населення:
| - 96,8 % — білих - 0,7 % — корінних американців - 0,6 % — азіатів - 0,2 % — чорних або афроамериканців |

До двох чи більше рас належало 1,5 %. Частка іспаномовних становила 1,0 % від усіх жителів.
За віковим діапазоном населення розподілялося таким чином: 21,5 % — особи молодші 18 років, 57,4 % — особи у віці 18—64 років, 21,1 % — особи у віці 65 років та старші. Медіана віку мешканця становила 44,8 року. На 100 осіб жіночої статі у місті припадало 90,6 чоловіків;  на 100 жінок у віці від 18 років та старших — 91,0 чоловіків також старших 18 років.
Середній дохід на одне домашнє господарство  становив 47 760 доларів США (медіана — 38 462), а середній дохід на одну сім'ю — 62 778 доларів (медіана — 56 818). Медіана доходів становила 52 019 доларів для чоловіків та 30 690 доларів для жінок. За межею бідності перебувало 12,8 % осіб, у тому числі 6,1 % дітей у віці до 18 років та 14,9 % осіб у віці 65 років та старших.
Цивільне працевлаштоване населення становило 1393 особи. Основні галузі зайнятості: виробництво — 22,0 %, освіта, охорона здоров'я та соціальна допомога — 21,8 %, мистецтво, розваги та відпочинок — 16,6 %.